# Joseph Rytmann
Pour les articles homonymes, voir Rytmann.
Joseph Rytmann, né le 26 janvier 1903 à Borissov dans l'Empire russe et mort à Créteil le 12 décembre 1983, est un exploitant de salles de cinéma français. 

## Biographie
De confession juive, ses parents Benjamin et Rebecca Rythmann fuient les pogroms de la Russie avec leurs deux enfants, Joseph et Anna, et la famille s'installe à Paris en 1907. Deux autres enfants naissent, Moïse et Hélène (future sociologue et épouse du philosophe Louis Althusser, qui l'assassinera).
Joseph Rytmann commence à travailler dans des magasins de bois et de textile puis se tourne vers le cinéma.
En 1933, il reprend avenue d'Orléans (aujourd'hui avenue du Général-Leclerc), près du carrefour Alesia, le cinéma Montrouge-Palace, ex-théâtre de Montrouge, qu'il renomme Mistral), puis il créé en 1938 le cinéma Miramar à Montparnasse.
Spolié pendant l'Occupation, il se réfugie à Saumur. Il récupère ses cinémas après-guerre puis ouvre le Bretagne, le Bienvenüe-Montparnasse et les Montparnos, tous rive gauche, dans ou proche du quartier de Montparnasse, ce qui lui vaudra le surnom d'« Empereur de Montparnasse ».
Rytmann tient un petit rôle dans le film La Bonne Année (1973) de Claude Lelouch.
Sa fille Benjamine Radwanski-Rytmann prend la direction du circuit Rytmann de 1984 à 2009. En 2010, les cinémas sont vendus à Pathé-Gaumont, à l'exception du Bretagne (il ferme en 2023),.